# Pterorhinus koslowi
Pterorhinus koslowi là một loài chim trong họ Leiothrichidae.